# IC 3586
IC 3586 ist eine linsenförmige Zwerggalaxie vom Hubble-Typ dS0 im Sternbild Jungfrau nördlich der Ekliptik. Sie ist schätzungsweise 67 Millionen Lichtjahre von der Milchstraße entfernt, hat einen Durchmesser von etwa 20.000 Lj und wird unter der Katalognummer VVC 1695 als Teil des Virgo-Galaxienhaufens gelistet.

Im selben Himmelsareal befinden sich u. a. die Galaxien NGC 4551, NGC 4552, IC 3574, IC 3606.
Das Objekt wurde am 23. November 1900 vom deutschen Astronomen Arnold Schwassmann entdeckt.